# Церковь Богоявления Господня (Тургенево)
Церковь Богоявления Господня — утраченная православная церковь в селе Тургенево Чердаклинского района Ульяновской области России.

## История
Первая церковь в Тургенево была построена в 1693 году Андреем Ивановичем Тургеневым, поэтому село стало называться Богоявленское.
В 1770 году церковь, из-за своей ветхости, была продана в село Шиловку, а на её месте, с благословления высокопреосвященнейшего Вениамина (Пуцек-Григорович), архиепископа Казанского и Свияжского, была построена новая церковь Богоявления Господня. Двухпрестольная: во имя Богоявления Господня и Казанской Божьей Матери; здание и колокольня деревянные, построена в 1770—1771 годах помещиком, секунд-майором Петром Андреевичем Тургеневым, антиминс на престол выдан в 1891 году.
В 1893 году, из-за ветхости, была разобрана колокольня и построена новая. Также при церкви имелось старое и новое кладбища, окопанные канавами, и караульный дом.
В 1902 году в церкви состоялось венчание Алексея Толстого и Юлии Рожанской, на котором присутствовала и его мать Александра Леонтьевна Бостром (Тургенева)
Кроме храма, в селе было две часовни. Самая ранняя из них построили неизвестно когда в церковной ограде, она когда-то служила местом погребения некоторых лиц из рода Тургеневых, а во второй половине XIX века являлась местом усыпальницы умерших прихожан до истечения законного срока для погребения. Вторую, деревянную, возвели в 1858 году по инициативе Леонтия Борисовича Тургенева на приходском кладбище, для служения в ней панихид в положенные дни поминовения усопших.

## Советский период
Церковь была закрыта в 1930-м году и была переделана под клуб. 7 декабря 1937 года Чердаклинским райотделом НКВД было начато и 23 декабря того же года закончено дело № П-5647 «Об антисоветской агитации, проводимой некоторыми жителями с. Тургенево Чердаклинского района». По нему священника Александра Виссарионовича Бельского приговорили к расстрелу (первый раз получил срок в 1930 году, но в 1933 по инвалидности его освободили), а мирянина Алексея Владимировича Лысова — к заключению в концлагерь сроком на 10 лет. По причине — активно боролись за открытие превращённого в клуб храма. Оба осуждённых были реабилитированы в 1989 году Ульяновской областной прокуратурой.
Здание храма было разобрано в 1954—1955 годах.

## Святыни
В приходе особенно почиталась находящаяся в придельном иконостасе икона Божьей Казанской Матери, точный список с чудотворной иконы (пожертвована Л. Б. Тургеневым). Она составляла необходимую принадлежность во время всех крёстных ходов и общих молебнах.
Также в храме хранилась реликвия изданное в 1779 году напрестольное Евангелие в серебряном окладе весом 22 фунта (около 10 кг).
В 1888 году крестьянин деревни Андреевка Ксенофонт Лазарев выписал для приходской церкви икону Божией Матери Скоропослушницы из Афона, а также из Москвы — киот хорошей столярной работы, обложенный красным деревом и с позолотой внутри (на общую сумму до 85 рублей серебром).
В храмовой библиотеке хранилось 47 наименований книг и журналов религиозного содержания.

## Духовенство
- С 1790 до 1801 года на должности священника состоял Алексей Макаров[3].
- священник Иосиф Гаврилов (с 1804)[3]
- С 1801 года до 1814 года священником был Михаил Петров[3].
- священник Лев Иоаннов (с 1814 года до 1851 года)[3].
- В 1848 году при церкви были открыты два штата: на первый штат священником определён Пётр Александрович Соколов, а Лев Иоаннов низведён на второй штат. В 1851 году Иоаннов, за слепотою, уволен был за штат и с этого времени второштатное священническое место снова было закрыто. Священник Соколов состоял на должности в селе Тургеневе до 1-го января 1853 года[3].
- С 1-го января 1853 года поступил во священники Иоанн Стефанович Помряскинский[3].
- священник Пётр Любимов (с 1869)[3].
- Диаконом с 1845 года был Максим Петров Невский, дьячком с 1847 года — Иван Афанасьев. Пономарём с 1845 года являлся Евстигней Васильев переведённый из Ильинской церкви села Кайбелы[3].
- Должность священника с 1899 года занимал Пётр Козьмин Тихов. Псаломщиком с 1881 по 1899 годы и с 1902 года был Иван Алексеев Подбельский[3].
- священник Александр Виссарионович Бельский (с 1914 до 1937)[3].